# Saint Petersburg
Saint Petersburg (ofta förkortat Saint Pete) är en stad i den amerikanska delstaten Florida med en yta av 344,7 km² och en befolkning som uppgår till 248 098 invånare (2006). Cirka 22 procent av befolkningen i staden är afroamerikaner. Av befolkningen lever cirka 13 procent under fattigdomsgränsen. Staden är belägen i den västra delen av delstaten på en udde mellan Tampa Bay och Mexikanska golfen cirka 35 km sydväst om Tampa.
Bland stadens sevärdheter finns filmfartyget HMS Bounty, som byggdes till inspelningen av filmen Myteriet på Bounty (1962) och på senare tid också har använts vid inspelningarna av filmerna i Pirates of the Caribbean-serien. Saint Petersburg brukar i reklamen kallas "Solskensstaden" eftersom det i genomsnitt är solsken 360 dagar per år. Tove Janssons roman Solstaden utspelar sig i denna stad.
Basebollklubben Tampa Bay Rays i Major League Baseball (MLB) spelar sina hemmamatcher i St. Petersburg i arenan Tropicana Field.
Wikipedias internationella servrar är belägna i denna stad.